# Gerd Pips
Gerd Pips (* 28. März 1939) ist ein ehemaliger deutscher Fußballspieler.

## Karriere
Pips gehörte Schwarz-Weiß Essen als Abwehrspieler an, für den Verein er 1958/59 in der 2. Oberliga West begann, seine Premierensaison als Zweitplatzierter hinter Hamborn 07 beendete und mit diesem Erfolg in die Oberliga West, in eine von fünf Staffeln als höchste deutsche Spielklasse, aufstieg. Diese konnte er vorerst nur ein Jahr genießen, da er mit der Mannschaft als Letzter von 16 Vereinen in die 2. Oberliga West absteigen musste.
Für Schwarz-Weiß Essen bestritt er 20 Oberligaspiele und drei im DFB-Pokal-Wettbewerb.
Über das am 16. August 1959 mit 6:3 bei Hertha BSC gewonnene Ausscheidungsspiel, gelangte er ins Halbfinale, das am 12. Dezember beim – bis dahin dreieinhalb Jahre ohne Heimniederlage gebliebenen – Hamburger SV sensationell mit 2:1 nach Verlängerung ebenfalls gewonnen wurde. Mit dem am 27. Dezember im Kasseler Auestadion mit 5:2 gegen Borussia Neunkirchen gewonnenen Finale, gelang ihm und seiner Mannschaft der größte sportliche Erfolg.

## Erfolge
- DFB-Pokal-Sieger 1959